# Острів, повний драми
Острів, повний драми (англ. Total Drama Island) — канадський мультиплікаційний серіал, який вийшов у ефір Teletoon 8 липня 2007 року. В анімації 22 учасники відправляються на острів, де вони щодня піддаються різним і шаленим тестам. Учасники діляться на 2 команди з 11 учасників. Команда, яка програла, повинна виключити одного зі своїх членів шляхом голосування. Учасник, якого не вигнали до кінця шоу, виграє 100 000 доларів (у першому сезоні), 1 000 000 доларів (у наступних).